# Fengyun-3F
Fengyun-3F (chinesisch 風雲三號F星 / 风云三号F星, Pinyin Fēngyún Sān Hào F Xīng, Wind und Wolken) ist ein chinesischer Wettersatellit der Fengyun-Reihe, der am 3. August 2023 um 03:47 Uhr UTC mit einer Trägerrakete vom Typ Langer Marsch 4C vom Kosmodrom Jiuquan in eine um 98.75° zum Äquator geneigte, sonnensynchrone Umlaufbahn von 805 bis 810 km Höhe gebracht wurde.

## Bus
Der in unbetanktem Zustand 2250 kg schwere Satellit des Nationalen Zentrums für Satellitenmeteorologie wurde von der Shanghaier Akademie für Raumfahrttechnologie hergestellt, inklusive Treibstoff betrug seine Startmasse 2,7 t. Das auf dem Satellitenbus SAST-3000 der Firma basierende, quaderförmige Gehäuse besitzt einen einzelnen, aus vier Modulen bestehenden Solarzellenflügel.
Für die Zeiten, in denen sich der Satellit im Erdschatten befindet, verfügt er über Akkumulatoren. Der dreiachsenstabilisierte Satellit kann mit einer Genauigkeit von 0,05° ausgerichtet werden, die einmal gewählte Ausrichtung bleibt mit einer Genauigkeit von 0,0005°/s stabil.
Telemetrie und Steuerung des Satelliten erfolgt über das S-Band, die Nutzlastdaten werden über das L-Band und das X-Band an Bodenstationen in Peking, Guangzhou, Ürümqi, Giyamusi und Kiruna gesendet. Die chinesischen Bodenstationen übermitteln die Daten über ein eigenes Glasfasernetzwerk an das Rechenzentrum am Hauptsitz des Nationalen Zentrums für Satellitenmeteorologie im Pekinger Stadtbezirk Haidian, die Station in Kiruna per Funk.

## Nutzlasten
Fengyun-3F besitzt zehn wissenschaftliche Instrumente. Zwei davon sind neu entwickelt, drei sind verbesserte Versionen von Geräten auf früheren Satelliten der Fengyun-3-Serie, und fünf sind identisch mit denjenigen auf früheren Satelliten:
- Ozonbeobachtungsgerät Nadir (OMS-N, neu), ein Hyperspektral-Sensor mit 2048 Kanälen im Bereich von 250 nm (ultraviolett) bis 497 nm (türkis) mit einer spektralen Auflösung von 0,5 nm und einer räumlichen Auflösung von rund 25 km im mittleren Ultraviolett (250–300 nm) sowie 7 km im restlichen Spektrum, über eine Schwadbreite von 2900 km. Das Gerät dient zur Dokumentation von Ozon, Stickstoffdioxid, Schwefeldioxid, Formaldehyd, Brommonoxid, Chlordioxid und Aerosolen in der Atmosphäre.[10]

- Ozonbeobachtungsgerät Rand (OMS-L, neu), ein Hyperspektral-Sensor mit 1000 Kanälen im Bereich von 290 nm bis 500 nm mit einer spektralen Auflösung von 0,6 nm und einer räumlichen Auflösung von rund 5 km über eine Schwadbreite von 100 km. Das Gerät dient zur Dokumentation von Ozon, Stickstoffdioxid, Schwefeldioxid und Aerosolen in der Stratosphäre.[11]

- Mikrowellen-Bildgeber II (MWRI-II, verbessert) zur Beobachtung von Niederschlägen. Das auf 22 Kanälen im Bereich zwischen 10 GHz und 118 GHz arbeitende Gerät besitzt eine Schwadbreite von 1400 km und, abhängig von der Frequenz, eine räumliche Auflösung von 5–50 km (je höher die Frequenz, desto feiner die Auflösung).[12][7]

- Erdabstrahlungsmesser II (ERM-II, verbessert) zur Messung der von der Erde reflektierten Sonneneinstrahlung sowie der von der Erde selbst ausgesandten Wärmestromdichte. Das Gerät arbeitet auf drei Kanälen im Ultraviolett bis Nahinfrarot (0,2–5 µm) mit Stromdichten bis zu 280 W/m2, im mittleren Infrarot (5–50 µm) mit Stromdichten bis zu 120 W/m2 und im gesamten Bereich von 0,2 µm bis 100 µm mit Stromdichten bis zu 400 W/m2. Die Schwadbreite des Erdabstrahlungsmessers beträgt 2479 km, die räumliche Auflösung etwa 30 km. Die Empfindlichkeit des Geräts liegt bei 0,2–0,3 W/m2.[13]

- Bildgeber mit mittlerer Auflösung III (MERSI-III, verbessert), das Hauptinstrument des Satelliten, mit 25 Kanälen im Bereich zwischen 0,47 µm (blau) bis 12 µm (mittleres Infrarot). Das Gerät besitzt eine Schwadbreite von 2800 km; die räumliche Auflösung beträgt 250 m am oberen und am unteren Rand des Spektrums sowie 1000 m zwischen 1,38 µm und 8,55 µm.[14]

- Hyperspektraler Infrarotdetektor II (HIRAS-II), ein bereits bei Fengyun-3E eingesetztes Michelson-Interferometer zur Messung von Temperatur und Luftfeuchtigkeit, der Erstellung von Ozon-Höhenprofilen und der Messung der Säulendichte von Treibhausgasen. Das Gerät arbeitet auf insgesamt 3377 Kanälen in den Infrarot-Bändern 3,92–4,64 µm, 5,71–8,26 µm und 8,80–15,38 µm. Seine Genauigkeit beträgt 5–7 ppm, seine räumliche Auflösung 14 km über eine Schwadbreite von 2000 km.[15][7]

- Mikrowellen-Temperaturdetektor III (MWTS-III), ein ebenfalls bereits bei Fengyun-3E eingesetztes Gerät für Temperatur- und Wolkenmessungen. Der Detektor arbeitet auf 17 Kanälen im Frequenzbereich von 23,8 GHz bis 57 GHz. Er hat eine Schwadbreite von 2813 km und eine räumliche Auflösung von 75 km bei 23,8 GHz, 65 km bei 31,8 GHz sowie 33 km bei 50,3–57 GHz. Es werden Temperaturen von 3 K bis 340 K (67 °C) mit einer Genauigkeit von 1 K gemessen.[16][17]

- Mikrowellen-Luftfeuchtigkeitsdetektor II (MWHS-II), ein seit Fengyun-3C auf allen SSO-Satelliten der Reihe zur Beobachtung von konvektiven Systemen wie Taifunen und Gewittern eingesetztes Radiometer, das im Zusammenwirken mit den Daten des Temperaturdetektors der numerischen Wettervorhersage dient. Das Gerät besitzt 15 Kanäle im Bereich zwischen 89 GHz und 190 GHz, fünf davon zentriert bei 183,31 GHz, einer Absorptionslinie von Wasserdampf, acht bei 118,75 GHz, einer Absorptionslinie von Sauerstoff.[18] Die Schwadbreite des Detektors beträgt 2600 km, seine räumliche Auflösung 15 km.[19]

- Radio-Okkultationsempfänger II (GNOS-II), ein bereits bei Fengyun-3E und Fengyun-3G eingesetztes Gerät zur Ermittlung von Wassergehalt und Temperatur der Atmosphäre über die Messung der Veränderung der Signale von GPS-, Galileo-, GLONASS- und Beidou-Navigationssatelliten, wenn sie von Fengyun-3F aus gesehen hinter der Erde aufgehen oder untergehen. Hierfür verfügt das Gerät über 40 Kanäle. Speziell die von Wasserflächen reflektierten Signale von Beidou 3 können auch Auskunft über die Wellenhöhe geben, aus der sich die lokale Windgeschwindigkeit ableiten lässt.[20][7]

- Sonneneinstrahlungsmessgerät II (SIM-II), ein bereits bei Fengyun-3C und Fengyun-3E eingesetztes Radiometer mit drei Kanälen im Spektralbereich von 0,2 µm (Ultraviolett) bis 20 µm (mittleres Infrarot) und einem Messbereich von 0 bis 1450 W/m2. Das Gerät führt alle 8 Minuten eine Messung durch. Sein Sichtfeld beträgt 2°, die Empfindlichkeit ist besser als 0,05 W/m2.[21]

## Mission
Der Start von Fengyun-3F erfolgte am 3. August 2023 um 03:47 Uhr UTC mit einer Trägerrakete vom Typ Langer Marsch 4C von Startrampe 94 des Kosmodroms Jiuquan.
22 Minuten nach dem Start wurde der Satellit in etwa 805 km Höhe von der Oberstufe der Rakete abgetrennt. In den nachfolgenden Wochen bewegte er sich mit eigenem Antrieb in eine sonnensynchrone Umlaufbahn von gut 830 km Höhe. Fengyun-3F überfliegt den Äquator immer gegen 10 Uhr Ortszeit von Norden nach Süden und soll den 2013 gestarteten Vorgängersatelliten Fengyun-3C 2024 auf dieser Bahn ersetzen.[veraltet]. Seit Juli 2024 ist er offiziell betriebsbereit.
Bei einer Umlaufzeit von 101,5 Minuten dauert es 5,5 Tage, bis der Satellit dieselbe Stelle wieder überfliegt. Die erwartete Lebensdauer von Fengyun-3F beträgt 8 Jahre und das Nationale Zentrum für Satellitenmeteorologie, der Betreiber des Satelliten, geht davon aus, dass sich der Zeitpunkt des absteigenden Knotens während dieser Zeit um nicht mehr als 20 Minuten verschiebt. Zusammen mit Fengyun-3E (absteigender Knoten um 05:30 Uhr) und Fengyun-3D (absteigender Knoten um 14 Uhr) ist damit eine durchgehende Wetterbeobachtung gewährleistet.